# Fiamignano
Fiamignano je italská obec v provincii Rieti v oblasti Lazio. Žije zde přibližně 1 200 obyvatel.

## Poloha
Obec leží na jihovýchodě provincie Rieti u jejích hranic s provincií L'Aquila, tedy i u hranic regionu Lazio s regionem Abruzzo.

### Sousední obce
| Růžice kompasu |                | Antrodoco  | Scoppito (AQ)    | Růžice kompasu |
| Růžice kompasu | Petrella Salto | Sever      | Tornimparte (AQ) | Růžice kompasu |
| Růžice kompasu | Petrella Salto | Fiamignano | Tornimparte (AQ) | Růžice kompasu |
| Růžice kompasu | Petrella Salto | Jih        | Tornimparte (AQ) | Růžice kompasu |
| Růžice kompasu | Pescorocchiano |            |                  | Růžice kompasu |

## Vývoj počtu obyvatel
Zdroj: 